# Ouistreham
Ouistreham és un municipi francès situat al departament de Calvados i a la regió de Normandia. L'any 2007 tenia 9.248 habitants.

## Demografia

### Població
El 2007 la població de fet d'Ouistreham era de 9.248 persones. Hi havia 4.260 famílies de les quals 1.578 eren unipersonals (533 homes vivint sols i 1.045 dones vivint soles), 1.303 parelles sense fills, 1.000 parelles amb fills i 379 famílies monoparentals amb fills.
La població ha evolucionat segons el següent gràfic:
Habitants censats

### Habitatges
El 2007 hi havia 6.560 habitatges, 4.302 eren l'habitatge principal de la família, 2.036 eren segones residències i 222 estaven desocupats. 3.945 eren cases i 2.291 eren apartaments. Dels 4.302 habitatges principals, 2.457 estaven ocupats pels seus propietaris, 1.747 estaven llogats i ocupats pels llogaters i 98 estaven cedits a títol gratuït; 172 tenien una cambra, 703 en tenien dues, 1.043 en tenien tres, 1.018 en tenien quatre i 1.366 en tenien cinc o més. 3.143 habitatges disposaven pel capbaix d'una plaça de pàrquing. A 2.278 habitatges hi havia un automòbil i a 1.315 n'hi havia dos o més.

### Piràmide de població
La piràmide de població per edats i sexe el 2009 era:
| Homes | Edats   | Dones |
| ----- | ------- | ----- |
| 0     | 95 o +  | 20    |
| 12    | 90 a 94 | 52    |
| 64    | 85 a 89 | 108   |
| 88    | 80 a 84 | 128   |
| 212   | 75 a 79 | 296   |
| 212   | 70 a 74 | 328   |
| 176   | 65 a 69 | 308   |
| 144   | 60 a 64 | 220   |
| 192   | 55 a 59 | 212   |
| 268   | 50 a 54 | 304   |
| 280   | 45 a 49 | 308   |
| 280   | 40 a 44 | 288   |
| 280   | 35 a 39 | 292   |
| 272   | 30 a 34 | 272   |
| 296   | 25 a 29 | 332   |
| 173   | 20 a 24 | 256   |
| 252   | 15 a 19 | 232   |
| 212   | 10 a 14 | 236   |
| 292   | 5 a 9   | 308   |
| 212   | 0 a 4   | 236   |

## Economia
El 2007 la població en edat de treballar era de 5.528 persones, 4.012 eren actives i 1.516 eren inactives. De les 4.012 persones actives 3.507 estaven ocupades (1.799 homes i 1.708 dones) i 505 estaven aturades (232 homes i 273 dones). De les 1.516 persones inactives 603 estaven jubilades, 500 estaven estudiant i 413 estaven classificades com a «altres inactius».

### Ingressos
El 2009 a Ouistreham hi havia 4.510 unitats fiscals que integraven 9.506 persones, la mediana anual d'ingressos fiscals per persona era de 19.245 €.

### Activitats econòmiques
Dels 494 establiments que hi havia el 2007, 3 eren d'empreses extractives, 13 d'empreses alimentàries, 1 d'una empresa de fabricació de material elèctric, 15 d'empreses de fabricació d'altres productes industrials, 40 d'empreses de construcció, 142 d'empreses de comerç i reparació d'automòbils, 21 d'empreses de transport, 51 d'empreses d'hostatgeria i restauració, 2 d'empreses d'informació i comunicació, 28 d'empreses financeres, 31 d'empreses immobiliàries, 51 d'empreses de serveis, 60 d'entitats de l'administració pública i 36 d'empreses classificades com a «altres activitats de serveis».
Dels 131 establiments de servei als particulars que hi havia el 2009, 1 era una oficina d'administració d'Hisenda pública, 1 gendarmeria, 2 oficines de correu, 11 oficines bancàries, 2 funeràries, 9 tallers de reparació d'automòbils i de material agrícola, 1 taller d'inspecció tècnica de vehicles, 2 establiments de lloguer de cotxes, 2 autoescoles, 2 paletes, 6 guixaires pintors, 8 fusteries, 16 lampisteries, 2 electricistes, 1 empresa de construcció, 14 perruqueries, 3 veterinaris, 29 restaurants, 13 agències immobiliàries, 3 tintoreries i 3 salons de bellesa.
Dels 61 establiments comercials que hi havia el 2009, 3 eren supermercats, 1 un supermercat, 2 botiges de menys de 120 m², 9 fleques, 4 carnisseries, 2 llibreries, 15 botigues de roba, 2 botigues d'equipament de la llar, 1 una sabateria, 15 botigues de material esportiu, 1 una botiga de material esportiu, 2 drogueries, 1 una perfumeria i 3 floristeries.
L'any 2000 a Ouistreham hi havia 6 explotacions agrícoles.

## Equipaments sanitaris i escolars
El 2009 hi havia 1 hospital de tractaments de mitja durada (seguiment i rehabilitació), 4 farmàcies i 2 ambulàncies.
El 2009 hi havia 1 escola maternal i 3 escoles elementals. Ouistreham disposava d'un col·legi d'educació secundària amb 689 alumnes.

## Poblacions més properes
El següent diagrama mostra les poblacions més properes.